# Dries Mertens
Dries Mertens (n. 6 mai 1987, Leuven, Province of Brabant⁠(d), Belgia) este un fotbalist belgian retras din activitate, care a jucat pe post de mijlocaș lateral la echipe ca Napoli, Apeldoorn⁠(d) și Galatasaray. Pe plan internațional, are prezențe la națională pentru Belgia și Belgia U17⁠(d).
Și-a făcut junioratul la Stade Leuven, Anderlecht și Gent, și a debutat sub formă de împrumut la Eendracht Aalst în Divizia a Treia Belgiană. În 2006, s-a transferat la clubul olandez AGOVV Apeldoorn din Eerste Divisie, unde a petrecut trei ani înainte de a fi transferat la Utrecht din Eredivisie, în schimbul sumei de 600.000 de euro. Doi ani mai târziu, Mertens și coechipierul său Kevin Strootman au fost transferați la PSV Eindhoven pentru o sumă combinată de 13 milioane de euro și au câștigat Cupa KNVB și Supercupa Johan Cruyff în 2012. În 2013, Mertens a semnat cu Napoli pentru o sumă de 9,6 milioane de euro și a jucat aproape 400 de meciuri pentru club. A câștigat Coppa Italia și Supercoppa Italiana în 2014 și a fost numit în Echipa Anului din Serie A în sezonul 2016-17. În 2020, Mertens a marcat al 122-lea gol pentru Napoli, depășindu-l pe Marek Hamšík ca golgheter al clubului din toate timpurile. În 2022, s-a alăturat echipei turce Galatasaray și a câștigat trei titluri consecutive în Süper Lig.
Mertens a debutat în echipa națională a Belgiei în 2011 și a jucat în peste 100 de meciuri pentru echipa națională. A făcut parte din loturile naționale la Cupa Mondială FIFA din 2014, 2018 și 2022 și la Campionatul European UEFA din 2016 și 2020, ajutând echipa să ocupe locul trei la turneul din 2018. În 2016, a fost desemnat Fotbalistul Anului în Belgia.

## Statistici
La 22 mai 2018.
| Club            | Sezon        | Campionat              | Campionat | Campionat | Cupă    | Cupă   | Europa  | Europa | Total   | Total  |
| Club            | Sezon        | Divizie                | Meciuri   | Goluri    | Meciuri | Goluri | Meciuri | Goluri | Meciuri | Goluri |
| --------------- | ------------ | ---------------------- | --------- | --------- | ------- | ------ | ------- | ------ | ------- | ------ |
| Eendracht Aalst | 2005–06      | Belgian Third Division | 14        | 4         | 0       | 0      | –       | –      | 14      | 4      |
| Eendracht Aalst | Total        | Total                  | 14        | 4         | 0       | 0      | 0       | 0      | 14      | 4      |
| AGOVV Apeldoorn | 2006–07      | Eerste Divisie         | 35        | 2         | 0       | 0      | –       | –      | 35      | 2      |
| AGOVV Apeldoorn | 2007–08      | Eerste Divisie         | 38        | 15        | 0       | 0      | –       | –      | 38      | 15     |
| AGOVV Apeldoorn | 2008–09      | Eerste Divisie         | 35        | 13        | 2       | 1      | –       | –      | 37      | 14     |
| AGOVV Apeldoorn | Total        | Total                  | 108       | 30        | 2       | 1      | 0       | 0      | 110     | 31     |
| Utrecht         | 2009–10      | Eredivisie             | 34        | 6         | 5       | 1      | –       | –      | 39      | 7      |
| Utrecht         | 2010–11      | Eredivisie             | 31        | 10        | 4       | 1      | 12      | 3      | 47      | 14     |
| Utrecht         | Total        | Total                  | 65        | 16        | 9       | 2      | 12      | 3      | 86      | 21     |
| PSV             | 2011–12      | Eredivisie             | 33        | 21        | 5       | 3      | 11      | 3      | 49      | 27     |
| PSV             | 2012–13      | Eredivisie             | 29        | 16        | 4       | 1      | 6       | 1      | 39      | 18     |
| PSV             | Total        | Total                  | 62        | 37        | 9       | 4      | 17      | 4      | 88      | 45     |
| Napoli          | 2013–14      | Serie A                | 33        | 11        | 4       | 2      | 10      | 0      | 47      | 13     |
| Napoli          | 2014–15      | Serie A                | 31        | 6         | 5       | 0      | 15      | 4      | 51      | 10     |
| Napoli          | 2015–16      | Serie A                | 33        | 5         | 2       | 1      | 5       | 5      | 40      | 11     |
| Napoli          | 2016–17      | Serie A                | 35        | 28        | 2       | 1      | 8       | 5      | 45      | 34     |
| Napoli          | 2017–18      | Serie A                | 38        | 18        | 2       | 1      | 9       | 3      | 49      | 22     |
| Napoli          | Total        | Total                  | 170       | 68        | 16      | 5      | 47      | 17     | 233     | 90     |
| Career total    | Career total | Career total           | 423       | 154       | 36      | 12     | 76      | 24     | 535     | 192    |

1. ↑  Includes KNVB Cup and Coppa Italia
2. ↑  Includes UEFA Europa League and UEFA Champions League